# Алея янголів
Алея янголів —  термін для  меморіального комплексу в Донецьку, який встановили на пам'ять про українських дітей, які загинули під час вторгнення і окупації Донецьку і Донецької області Росією. Розташований в місті Донецьку в парку культури і відпочинку імені Ленінського комсомолу. Відкритий 5 травня 2015 року після встановлення пам'ятного знаку, а 2 червня 2017 року в композицію алеї додано пам'ятник дітям Донбасу. Даний меморіал російська пропаганда використовує для провокації та виклику українофобських настроїв. Окупаційна влада також включила до списку вбитих дітей з контрольованої Україною території.

## Події
Немає офіційного джерела, яке б вказало точну кількість дітей, які загинули під час бойових дій. За даними моніторингової місії ООН, у період з 14 квітня 2014 року по 30 квітня 2021 року було вбито 152 дитини. Згідно з даними ЮНІСЕФ, опублікованими в жовтні 2018 року, за час збройного конфлікту на сході України з 2014 року в результаті розриву мін на окупованій Російською Федерацією території окремих районів Донецької області України загинуло не менше 149 дітей.  На самій меморіальній дошці вказано лише 66 дітей.
У березні 2020 року зафіксовано, що окупаційна влада прибрала з плити імена 10 загиблих дітей для зачищення брехливої інформації. Зокрема, з меморіальної дошки зникло ім'я Поліни Солодкої зі Слов'янська, яка загинула 8 червня 2014 року і була названа першою дитиною, яка загинула від рук ЗСУ за версією російської пропаганди. Проте насправді Поліна була першою дитиною, вбитою росіянами, оскільки її ім'я є у звіті Української Гельсінської групи за 2019 рік. Крім того, з таблички зникло ім'я Поліни Воронової із Костянтинівки. Дівчинка загинула у березні 2015 року, коли український військовий бронетранспортер в'їхав на тротуар. Трагедія була швидко розтиражована російськими пропагандистами. За місяць до цього представник терористичного угрупування «ЛНР» у Луганську збив восьмикласницю Анастасію Тарапатову, коли вона переходила дорогу на зелене світло.

## Історія споруди
В якості місця установки пропагандистського комплексу був обраний сквер парку недалеко від дитячої Малої залізниці. Було облаштовано майданчик, покладена тротуарна плитка і 3 травня 2015 року встановлено меморіальну плиту з червоного токівського граніту, на якій золотими літерами викарбовано напис: «Алея Ангелів. Пам'яті загиблим дітям Донбасу». Відкриття меморіалу відбулося 5 травня 2015 року.
Біля входу в  комплекс було встановлено ковану арку заввишки 2,5 і шириною 2 метри. Арка складається з троянд (символу Донецька), між трояндами вплетені гільзи великокаліберного кулемета, а також голуби як символ миру. Під аркою розташована гранітна плита, де в алфавітному порядку вибиті імена загиблих дітей і їх вік. Зараз комплекс перенесений в парк Перемоги, до «Палацу піонерів» по бульвару Шевченка.
Згодом було створено скульптурну композицію, на якій хлопчик дивиться в небо, прикриваючи собою молодшу сестру. Композиція була відкрита 2 червня 2017 року. 

## Факти
Щороку в Міжнародний день захисту дітей, що відзначається 1 червня, на меморіалі проходять покладання квітів та жалобні мітинги, присвячені пам'яті загиблих дітей Донбасу.